# Лига Новог Зеланда у рагбију тринаест
Лига Новог Зеланда у рагбију тринаест (енгл. National Competition) је први ниво домаћег, клупског такмичења у рагбију 13 на Новом Зеланду.
Највише титула до сада је освојила екипа "Акарана фалконс".

## Историја
Рагби 13 је популаран тимски спорт на Новом Зеланду. Тамо има 142 рагби 13 клуба и 24 000 регистрованих играча рагбија 13.
Новозеланђани су почели да играју рагби 13 почетком двадесетог века. Рагби 13 репрезентација Новог Зеланда је била шампион Света 2008. Рагби 13 има велику традицију на Новом Зеланду. Нови Зеланд има једног представника у Најјачој рагби 13 лиги на Свету. То су Новозеландски вориорси.
Рагби критичари са правом сврставају Нови Зеланд, међу највеће светске суперсиле у рагбију 13, уз Аустралију и Енглеску.

### Хронологија шампиона Новог Зеланда у рагбију 13
- 2010. Окланд
- 2011. Окланд прајд
- 2012. Акарана фалконс
- 2013. Акарана фалконс
- 2014. Кантербери булс
- 2015. Каунтис манукау
- 2016. Акарана фалконс
- 2017. Акарана фалконс
- 2018. Акарана фалконс
- 2019. Акарана фалконс

### Табела шампиона Новог Зеланда у рагбију 13
- Акарана фалконс 6 титула
- Окланд 1 титула
- Окланд прајд 1 титула
- Кантербери булс 1 титула
- Каунтис манукау 1 титула

## Тимови учесници новозеландске рагби лиге
- Акарана фалконс
- Кантербери булс
- Каунтис манукау
- Велингтон оркас

## Формат такмичења
Лига Новог Зеланда има четири рагби 13 клубова у Чемпионшип дивизији и четири рагби 13 клуба у Премијершип дивизији. Такмичењем руководи рагби 13 федерација Новог Зеланда. 

## Пехар "Алберт Баскервил"
Тимови се боре за трофеј "Алберт Баскервил". Пехар је добио назив по Алберту Хенрију Баскервилу, легенди новозеландског рагбија. Господин Баскервил је био организатор чувене турнеје Новозеланђана по Аустралији и Великој Британији 1907. и 1908.